# Woto
Woto är en anfadersgestalt i mytologin hos Bushongo- och Bakubafolken i Kongobäckenet. Kungen Shamba ska vara gudens direkta avkomma.